# گیان کلاول

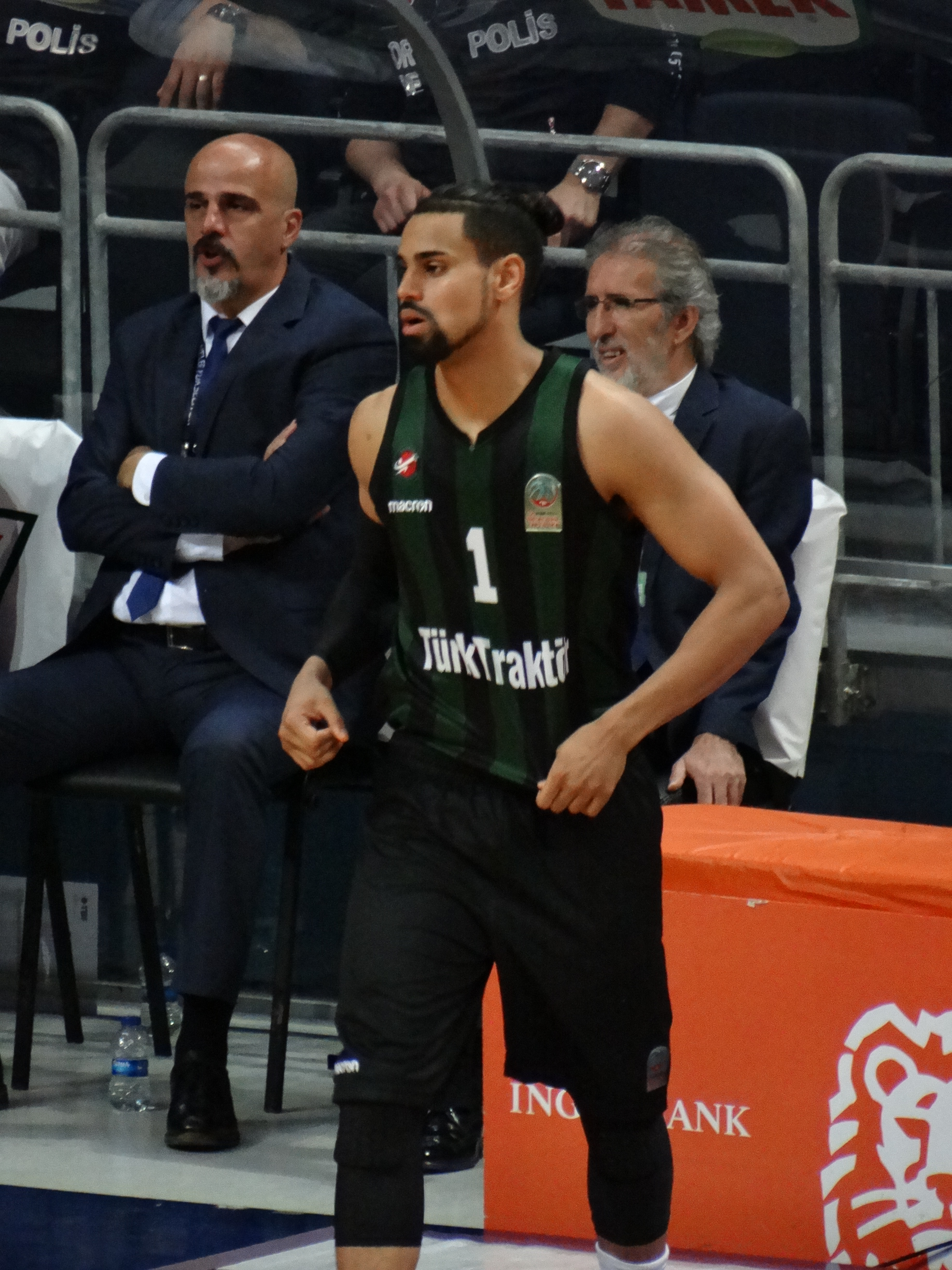
گیان کلاول

گیان کلاول (انگلیسی: Gian Clavell؛ زادهٔ ۲۶ نوامبر ۱۹۹۳) بازیکن بسکتبال اهل پورتوریکو است.
وی در مسابقات کشوری و بین‌المللی در مجموع برندهٔ ۱ مدال طلا شده‌است.